# Bolesław Bronisław Duch
Pour les articles homonymes, voir Duch.
Bolesław Bronisław Duch (1896-1980) est un officier général polonais (général de division).
Il naît le  15 novembre 1896 à Borchtchiv (royaume de Galicie et de Lodomérie, Autriche-Hongrie), près de Tarnopol (Ternopil), aujourd'hui en Ukraine.

## Biographie
De 1935 à 1938, il est à la tête du 73e régiment.
Il est ensuite directeur des études à l’École centrale d'infanterie.
Pendant la campagne de Pologne (1939), il est commandant de la 39e division de réserve. Il parvient à s'échapper et à gagner la France.
Le gouvernement polonais en exil du général Władysław Sikorski lui confie alors le commandement de la 1re division d'infanterie polonaise (division de grenadiers) qui participera à la bataille de France.
Ayant rejoint le Royaume-Uni, il reste de 1940 à 1941 à la disposition du commandant en chef.
De 1941 à 1942, il est à la tête de la mission militaire polonaise au Canada.
De 1942 à 1943, il commande la 1re brigade de chasseurs. Il est alors nommé à la tête de la 3e division de chasseurs au deuxième corps polonais opérant en Italie. Il restera à ce poste jusqu'en 1946.
Il meurt à Londres le 9 octobre 1980 .

## Honneurs et décorations
- Commandeur de l'ordre de la Polonia Restituta
- Chevalier de la Virtuti Militari

## Sources et références
- (en) http://www.generals.dk/general/Duch/Bronis%C5%82aw/Poland.html, Steen Ammendorp